# Saint-Brice (Mayenne)
Pour les articles homonymes, voir Saint-Brice.
Saint-Brice est une commune française, située dans le département de la Mayenne en région Pays de la Loire.
La commune fait partie de la province historique du Maine et se situe dans le Bas-Maine.

## Géographie

### Localisation
La commune est située dans la Mayenne angevine.

### Communes limitrophes
Saint-Brice est limitrophe de communes suivantes :

### Climat
Pour des articles plus généraux, voir Climat des Pays de la Loire et Climat de la Mayenne.
En 2010, le climat de la commune est de type climat océanique dégradé des plaines du Centre et du Nord, selon une étude du CNRS s'appuyant sur une série de données couvrant la période 1971-2000. En 2020, Météo-France publie une typologie des climats de la France métropolitaine dans laquelle la commune est exposée à un climat océanique et est dans la région climatique  Moyenne vallée de la Loire, caractérisée par une bonne insolation (1 850 h/an) et un été peu pluvieux. 
Pour la période 1971-2000, la température annuelle moyenne est de 11,3 °C, avec une amplitude thermique annuelle de 13,9 °C. Le cumul annuel moyen de précipitations est de 704 mm, avec 11,8 jours de précipitations en janvier et 6,4 jours en juillet. Pour la période 1991-2020, la température moyenne annuelle observée sur la station météorologique de Météo-France la plus proche, sur la commune de Saint-Loup-du-Dorat à 4 km à vol d'oiseau, est de 12,2 °C et le cumul annuel moyen de précipitations est de 760,0 mm,. Pour l'avenir, les paramètres climatiques de la commune estimés pour 2050 selon différents scénarios d'émission de gaz à effet de serre sont consultables sur un site dédié publié par Météo-France en novembre 2022.

## Urbanisme

### Typologie
Au 1er janvier 2024, Saint-Brice est catégorisée commune rurale à habitat dispersé, selon la nouvelle grille communale de densité à sept niveaux définie par l'Insee en 2022.
Elle est située hors unité urbaine. Par ailleurs la commune fait partie de l'aire d'attraction de Sablé-sur-Sarthe, dont elle est une commune de la couronne,. Cette aire, qui regroupe 39 communes, est catégorisée dans les aires de moins de 50 000 habitants,.

### Occupation des sols
L'occupation des sols de la commune, telle qu'elle ressort de la base de données européenne d’occupation biophysique des sols Corine Land Cover (CLC), est marquée par l'importance des territoires agricoles (87,4 % en 2018), une proportion sensiblement équivalente à celle de 1990 (88,1 %). La répartition détaillée en 2018 est la suivante : 
terres arables (52,8 %), prairies (28 %), forêts (10,6 %), zones agricoles hétérogènes (6,6 %), zones urbanisées (2 %). L'évolution de l’occupation des sols de la commune et de ses infrastructures peut être observée sur les différentes représentations cartographiques du territoire : la carte de Cassini (XVIIIe siècle), la carte d'état-major (1820-1866) et les cartes ou photos aériennes de l'IGN pour la période actuelle (1950 à aujourd'hui).

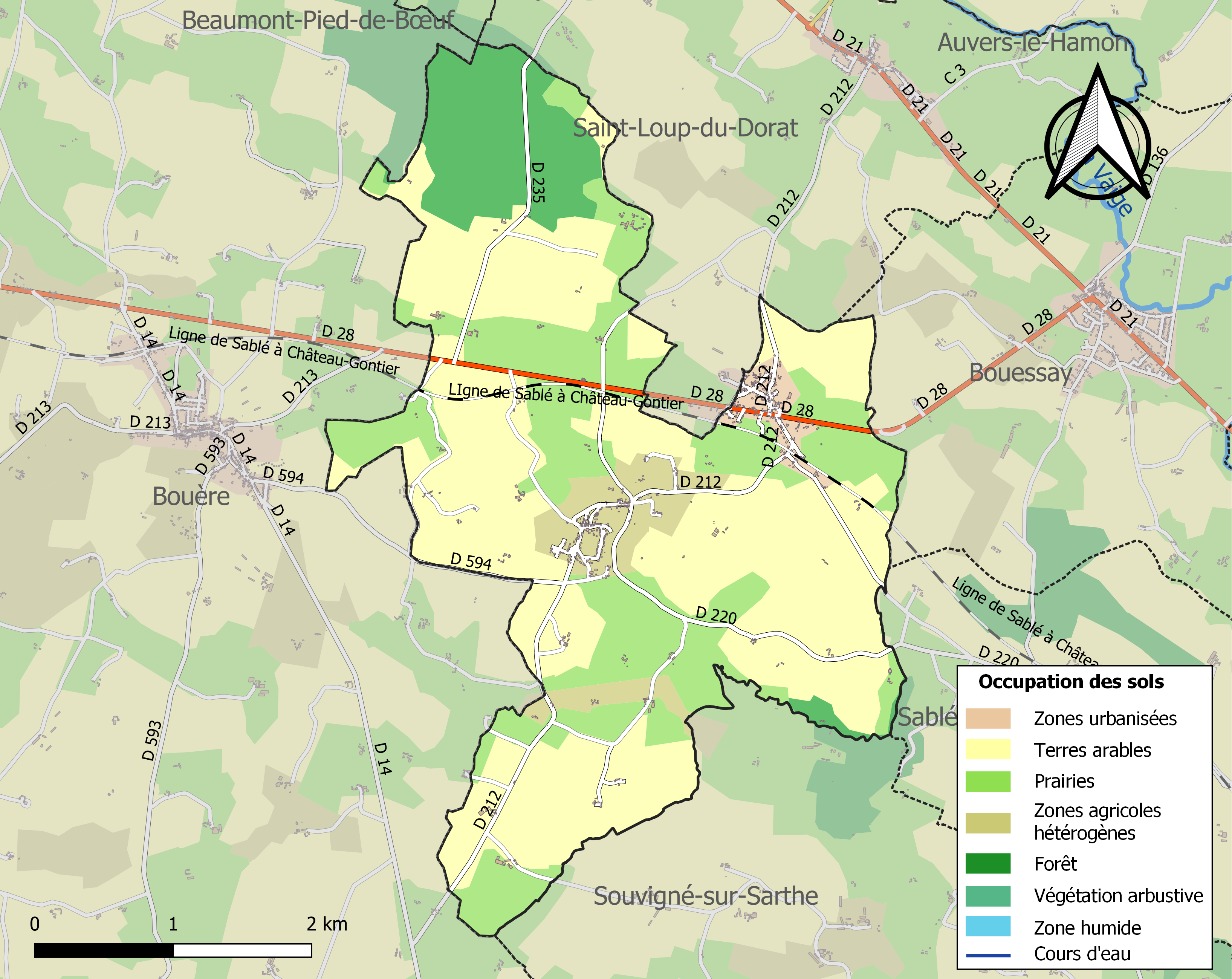
Carte des infrastructures et de l'occupation des sols de la commune en 2018 (CLC).

## Toponymie
Le gentilé est Bricéen.

## Histoire
Contrairement à la plupart des communes de l'arrondissement de Château-Gontier, Saint-Brice ne faisait pas partie de l'Anjou, mais du Maine. La paroisse était néanmoins située dans le pays d'élection de La Flèche.

## Politique et administration
| Période                                  | Période  | Identité          | Étiquette | Qualité |
| ---------------------------------------- | -------- | ----------------- | --------- | ------- |
|                                          | 1977     | Hubert du Plessis |           |         |
| 1977                                     | 2008     | Pierre Brouard    |           |         |
| 2008                                     | En cours | André Boisseau    | SE        |         |
| Les données manquantes sont à compléter. |          |                   |           |         |

Le conseil municipal est composé de quinze membres dont le maire et trois adjoints.

## Population et société

### Démographie
L'évolution du nombre d'habitants est connue à travers les recensements de la population effectués dans la commune depuis 1793. Pour les communes de moins de 10 000 habitants, une enquête de recensement portant sur toute la population est réalisée tous les cinq ans, les populations de référence des années intermédiaires étant quant à elles estimées par interpolation ou extrapolation. Pour la commune, le premier recensement exhaustif entrant dans le cadre du nouveau dispositif a été réalisé en 2004.
En 2022, la commune comptait 524 habitants, en évolution de −0,95 % par rapport à 2016 (Mayenne : −0,73 %, France hors Mayotte : +2,11 %).
Saint-Brice a compté jusqu'à 900 habitants en 1836.
| 1793 | 1800 | 1806 | 1821 | 1831 | 1836 | 1841 | 1846 | 1851 |
| ---- | ---- | ---- | ---- | ---- | ---- | ---- | ---- | ---- |
| 525  | 513  | 608  | 727  | 897  | 900  | 841  | 866  | 866  |

| 1856 | 1861 | 1866 | 1872 | 1876 | 1881 | 1886 | 1891 | 1896 |
| ---- | ---- | ---- | ---- | ---- | ---- | ---- | ---- | ---- |
| 824  | 806  | 810  | 807  | 815  | 754  | 779  | 758  | 750  |

| 1901 | 1906 | 1911 | 1921 | 1926 | 1931 | 1936 | 1946 | 1954 |
| ---- | ---- | ---- | ---- | ---- | ---- | ---- | ---- | ---- |
| 681  | 730  | 766  | 719  | 631  | 600  | 562  | 589  | 560  |

| 1962 | 1968 | 1975 | 1982 | 1990 | 1999 | 2004 | 2006 | 2009 |
| ---- | ---- | ---- | ---- | ---- | ---- | ---- | ---- | ---- |
| 482  | 481  | 409  | 429  | 425  | 455  | 487  | 514  | 532  |

| 2014 | 2019 | 2022 | - | - | - | - | - | - |
| ---- | ---- | ---- | - | - | - | - | - | - |
| 529  | 525  | 524  | - | - | - | - | - | - |

### Sports
L'Amicale sportive de Saint-Brice fait évoluer une équipe de football en division de district.

## Culture locale et patrimoine

### Lieux et monuments

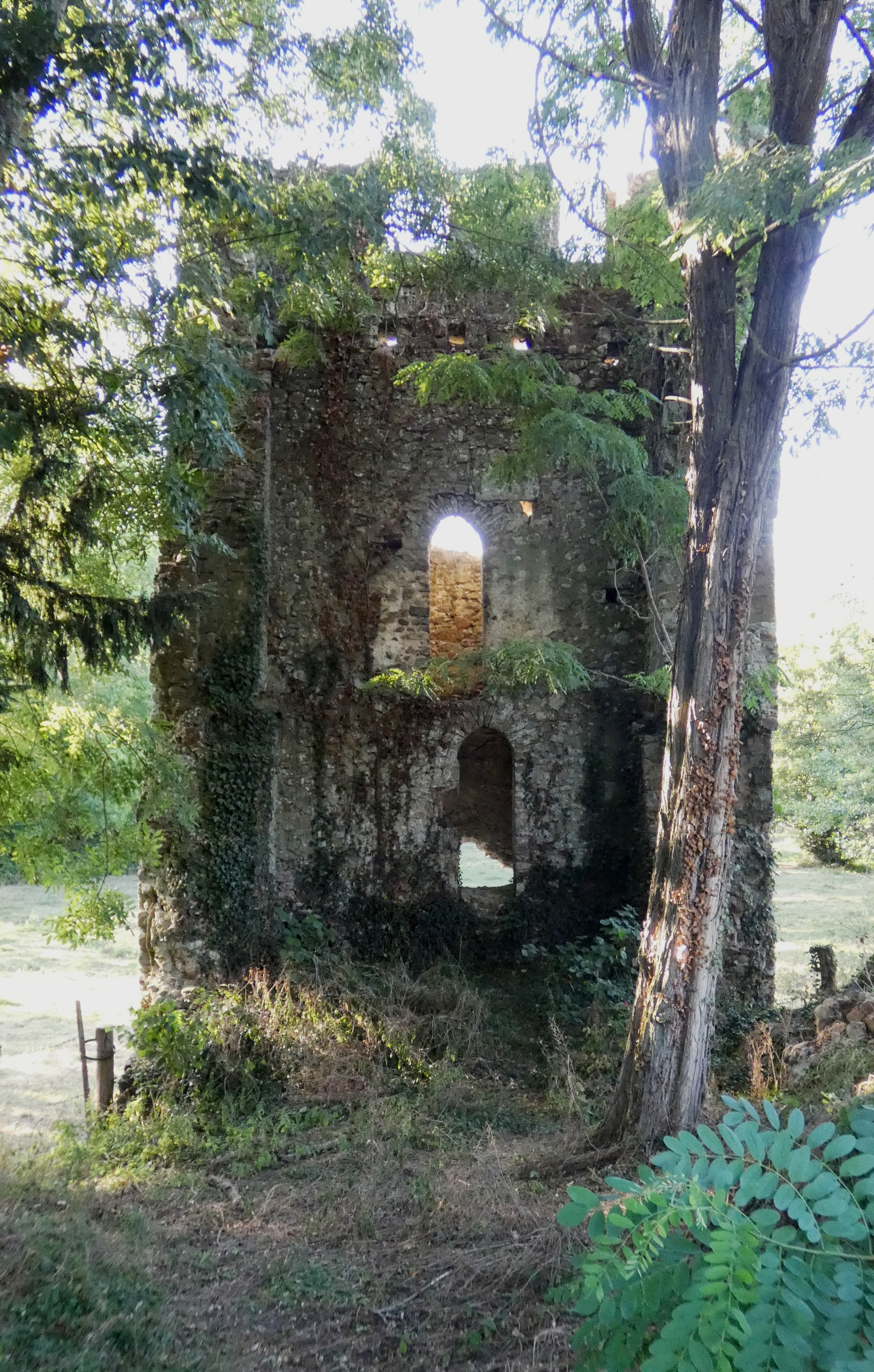
Ruine du château.

- Vestige du château de Saint-Brice détruit pendant la guerre de Cent Ans.
- Château de la Genouillerie
- Abbaye de Bellebranche inscrite aux Monuments historiques[21].
- Église Saint-Brice.

### Personnalités liées à la commune
- Joël Le Theule (1930-1980, homme politique, plusieurs fois ministre, possédait une maison à Saint-Brice[22].
- Fernand Urtebise (né en 1940 à Saint-Brice), entraîneur de nombreux athlètes de haut niveau.

### Héraldique
| Blason de Saint-Brice | Blason  | Parti : Au 1 à la première partie d’un écu d’argent, à une aigle de sable ; au 2 à la deuxième partie d’un écu d’argent, à une aigle de gueules, membrée, becquée et couronnée de sable. Au chef d’azur, à une crosse issante contournée, adextrée d’un feu, le tout d’or. |
| Blason de Saint-Brice | Détails | L’argent avec l’aigle rouge proviennent des armes de la famille de Champchevrier qui possédait Saint Brice. La reprise intégrale du blason du seigneur étant interdite pour la commune, il suffit de emprunter un ou plusieurs éléments. L’argent avec l’aigle noire rappellent le seigneur de Pontoise, dernier grand seigneur de Saint Brice. La remarque concernant la reprise de blason de seigneur est valable ici aussi. Le feu est le symbole distinctif de saint Brice, preuve de son innocence face aux accusations de paternité. C’est l’enfant lui-même qui dira à toute l’assemblée que Brice n’était pas son père. Le chef d’azur indique la présence de la Taude qui traverse le territoire communal. La crosse indique la présence du monastère de Belle Branche. Elle figure contournée sur son sceau. Les ornements sont deux gerbes de blé d’or, mises en sautoir par la pointe et liées de gueules afin d’honorer l’activité agricole de la commune. Le listel d’argent porte le nom de la commune en caractères majuscules de sable. La couronne de tours dit que l’écu est celui d’une commune ; elle n’a rien à voir avec des fortifications. Le statut officiel du blason reste à déterminer. |